# Теодор Хюнервадел
Теодор Хюнервадел (на немски: Theodor Hünerwadel) е швейцарски архитект.

## Биография
Роден е на 16 февруари 1864 г. в Ленцбург, Швейцария. Учи в Политехническия институт в Цюрих, Висшето техническо училище в Шарлотенбург и в Дрезден. Печели архитектурен конкурс за сградата на Градския дом в София и по-късно е назначен за завеждащ градските постройки при Софийската община. В периода февруари 1890 – февруари 1893 г. е общински архитект в София. Съвместно с Хайнрих Майер изготвя архитектурния проект за сградата на Българското книжовно дружество в София, който е реализиран в периода 1890 – 1892 г. След 1900 г. е инспектор по високо строителство в Базел, където проектира и строи множество обществени сгради: бани, училищни, производствени и университетски сгради в необарок. Умира на 4 юли 1956 г. в Базел, Швейцария.